# 佐々健太
佐々 健太（ささ けんた、4月3日 - ）は、日本の男性声優。秋田県出身。EARLY WING所属。

## 略歴
WAHO學院出身。

## 人物
趣味・特技として、作曲、イラスト、PC自作をそれぞれ挙げている。資格として、探偵調査士第1級を持つ。

## 出演
太字はメインキャラクター。

### テレビアニメ
2011年
- 君と僕。（オヤジ2）
- ぬらりひょんの孫 〜千年魔京〜（町人、少年の父）

2012年
- カンピオーネ! 〜まつろわぬ神々と神殺しの魔王〜（死せる従僕）
- 恋と選挙とチョコレート（行事）
- 探検ドリランド（長老）
- To LOVEる -とらぶる- ダークネス（男子生徒、宇宙人）
- パブー&モジーズ（エディ・エレファント）
- FAIRY TAIL（2012年 - 2016年、老紳士、メイル、ソード・ヒロシ、ソード祖父 他） - 2シリーズ
- マブラヴ オルタネイティヴ トータル・イクリプス（整備兵）

2013年
- うたの☆プリンスさまっ♪ マジLOVE2000%（住職）
- AKB0048 next stage（観客D、フンギーB）
- ガリレイドンナ（作業員、男の記者、浮浪者）
- 幻影ヲ駆ケル太陽（ダエモニア、早川社長）
- サムライフラメンコ（大物俳優、助監督、店主）
- 新世界より
- 翠星のガルガンティア（船員）
- D.C.III 〜ダ・カーポIII〜
- はたらく魔王さま！（不動産屋男、通行人）
- ふたりはミルキィホームズ（上司①）
- 変態王子と笑わない猫。（店長）
- ぼくは王さま（ワン大臣、隊長、コック、動物）
- 魔界王子 devils and realist（マリア父、伯爵）
- 機巧少女は傷つかない（黒子B）
- ローゼンメイデン（新アニメ）（講師）
- ログ・ホライズン（2013年 - 2021年、ヒョードル、カシワザキ、フェデリコ、スゲさん、えんかーたんと 他） - 3シリーズ

2014年
- ウィザード・バリスターズ 弁魔士セシル（ゲア・グリム）
- M3〜ソノ黒キ鋼〜（作業員、男、役員A、イマシメ、自衛隊員A、学者B）
- 俺、ツインテールになります。（ケルベロスギルディ）
- グリザイアの果実（捜査員2）
- ゴールデンタイム（先生）
- 最近、妹のようすがちょっとおかしいんだが。（教師）
- 四月は君の嘘（審査員）
- スペース☆ダンディ（宇宙人たち、宇宙人、ラーギ星人A、医者、ナイトポーター 他）
- ソードアート・オンライン（2014年 - 2019年、アタッカー、バルボッサ） - 2シリーズ
- ナンダカベロニカ（司会者）
- ノブナガ・ザ・フール（オダ家臣A、家臣A）
- 鬼灯の冷徹（2014年 - 2018年、僧正坊、記者、クシャミ、初江王） - 2シリーズ
- マギ（街の人々）
- 魔弾の王と戦姫（ムオジネル兵）
- 召しませロードス島戦記 〜それっておいしいの?〜（キム）

2015年
- アルスラーン戦記（2015年 - 2016年、兵士、マルヤムの貴族） - 2シリーズ
- アルドノア・ゼロ（地球連合軍参謀、デールズパイロット）
- 銀魂 シリーズ（2015年 - 2017年、勝男の手下B、猪九戒） - 2シリーズ
- K RETURN OF KINGS（総理大臣）
- GATE 自衛隊 彼の地にて、斯く戦えり（防衛大臣、モゥドワン、村長、バーソロミュー、長老、ゾルザルのとりまき ほか）
- コメット・ルシファー（看守長、客、パイロット、警備兵）
- ジュエルペット マジカルチェンジ（ベートーベン、通行人2）
- 純潔のマリア（農民A）
- 食戟のソーマ（2015年 - 2018年、客A、料理人A、恵の祖父、老紳士、男性 他） - 3シリーズ
- 下ネタという概念が存在しない退屈な世界（保健員、ストーカーB、善導課職員、下着泥棒B、生徒C）
- ダンジョンに出会いを求めるのは間違っているだろうか（2015 - 2025年、店主、番人、ノームの親父、ダイダロス、ミノタウロスB）
- ハロー!!きんいろモザイク（飼い主）
- ヘヴィーオブジェクト（オペレーター、正統王国兵）
- ブレイブビーツ（校長）
- ミカグラ学園組曲（評論家）
- ヤング ブラック・ジャック（剣持）
- ローリング☆ガールズ（音羽幸吉）
- ワンパンマン（キャスター、アナウンサー、部長）

2016年
- Re:ゼロから始める異世界生活（ムラオサ） - 2020年に第1期新編集版が放送
- アクティヴレイド -機動強襲室第八係-（大宮署署長、老人B、警官B、男A、官房長官、謎の声） - 2シリーズ
- 亜人（堀口、総理大臣）
- Occultic;Nine -オカルティック・ナイン-（沢崎崇彦）
- orange（校長先生）
- 機動戦士ガンダム 鉄血のオルフェンズ（2016年 - 2017年、ドルト組合員、ネモ・バクラザン）
- 逆転裁判 〜その「真実」、異議あり!〜（立見七百人）
- クラシカロイド（2016年 - 2017年、作業員、おじいさん、男、老人）
- 最弱無敗の神装機竜（執事長）
- 侍霊演武:将星乱
- タイムボカン24（2016年 - 2018年、ゴリラ、長老、木下藤吉郎 他） - 2シリーズ
- ツキウタ。 THE ANIMATION（ナレーション、味方の館長）
- 夏目友人帳 伍（結木）
- ねじまき精霊戦記 天鏡のアルデラミン（マヌバンス・ナジル）
- NORN9 ノルン+ノネット（露天商）
- B-PROJECT〜鼓動*アンビシャス〜（ディレクターB）
- ブブキ・ブランキ 星の巨人（デヴィッド）
- プリンス・オブ・ストライド オルタナティブ（卓球部）
- 文豪ストレイドッグス（男達）
- ベルセルク（アドルフ、難民、邪教の神官、騎士団員、野盗 他）
- マギ シンドバッドの冒険（村の男D）
- モブサイコ100（ヤンキー）
- モンスターハンター ストーリーズ RIDE ON（主人）
- ラララ・ララちゃん -2シリーズ（パパパタール、ブラック）

2017年
- 幼女戦記（帝国歩兵、運転手、軍司令、参謀長、将校 他）
- スクールガールストライカーズ Animation Channel（記者）
- 昭和元禄落語心中 -助六再び篇-（ご近所さん、プロデューサー、客、師匠、観客）
- 亜人ちゃんは語りたい（校長先生）
- アリスと蔵六（運転手）
- サクラクエスト（面接官、葛城泰介、通行人、業者、ゴロ爺）
- GRANBLUE FANTASY The Animation（村人男A、親方）
- ひなこのーと（千秋の父）
- 有頂天家族2（親衛隊B、学部長）
- Re:CREATORS（漫才師）
- デジモンユニバース アプリモンスターズ（医師）
- 妖怪アパートの幽雅な日常（黒いアイツ、ジン、住人B、校長先生、老婆B 他）
- バチカン奇跡調査官（クラウス・ベック神父）
- 魔法陣グルグル（村人D）
- ゲーマーズ!（教師）
- ナイツ&マジック（研究員）
- アクションヒロイン チアフルーツ（はつり父）
- 戦姫絶唱シンフォギアAXZ（宮司）
- DYNAMIC CHORD（監督、カメラマン）
- 戦刻ナイトブラッド（本屋）
- アイドルマスター SideM（スタッフ）
- Just Because!（権藤）
- クジラの子らは砂上に歌う（議員）

2018年
- ハクメイとミコチ（風船丸）
- ポプテピピック（敵A、松林角太郎）
- スロウスタート（祖父）
- からかい上手の高木さん（教頭先生）
- グラゼニ（今井）
- 魔法少女 俺（版権管理部部長）
- 妖怪ウォッチ シャドウサイド（2018年 - 2019年、ドッグマン / ラッキー、死神ボス）
- 重神機パンドーラ（議員）
- おしりたんてい（校長 / ワンコロけいさつがっこう校長先生）
- レイトン ミステリー探偵社 〜カトリーのナゾトキファイル〜（ザックリー）
- ゴールデンカムイ（賢吉の父）
- 閃乱カグラ SHINOVI MASTER -東京妖魔篇-（黒影）
- となりの吸血鬼さん（曾々々々祖父）

2019年
- BEASTARS（2019年 - 2021年、校長、ゴン〈チェリートン学園長〉） - 2シリーズ
- 放課後さいころ倶楽部（バーテンダー）
- スター☆トゥインクルプリキュア（校長先生）

2020年
- GREAT PRETENDER（ヒューゴ）
- キングスレイド 意志を継ぐものたち（2020年 - 2021年、村長）
- 戦翼のシグルドリーヴァ（市民）
- ひぐらしのなく頃に業（2020年 - 2021年、役員） - 2シリーズ

2021年
- 2.43 清陰高校男子バレー部（校長先生）
- たとえばラストダンジョン前の村の少年が序盤の街で暮らすような物語（コウジ）
- どすこい すしずもう（わさび行司）
- ゴジラ S.P ＜シンギュラポイント＞（研究者B、コメンテーター、船員A）
- EDENS ZERO（2021年 - 2023年、フットブラザーズ兄、武装兵、NPC、キャプテン・コナー） - 2シリーズ
- 憂国のモリアーティ（デンプスター）
- 現実主義勇者の王国再建記（ウルップ）
- 無職転生 〜異世界行ったら本気だす〜（密輸団員D）
- 86-エイティシックス-（整備班長、古参の整備員）
- 見える子ちゃん（商店街のシゲさん）
- 境界戦機（ツァオ・クェイワァ）
- 月とライカと吸血姫（レフの父親）

2022年
- ハコヅメ〜交番女子の逆襲〜（爺さん）
- かぐや様は告らせたい-ウルトラロマンティック-（藤原祖父）
- ヒーラー・ガール（野田一郎）
- オーバーロードIV（食料産業長、プリアン・ポルソン）
- 異世界迷宮でハーレムを（家具屋の主人）
- BLEACH 千年血戦篇（霊子調査員）
- 後宮の烏（用心棒）

2023年
- HIGH CARD（2023年 - 2024年、ジェリアス・フォーランド） - 2シリーズ
- シュガーアップル・フェアリーテイル（医者）
- SYNDUALITY Noir
- ホリミヤ -piece-（井浦のじいちゃん）
- 葬送のフリーレン（王様）
- オーバーテイク!（小牧太）
- 新しい上司はど天然（ナマハゲ、係員）

2024年
- 転生したらスライムだった件（火曜師アーズ）
- Lv2からチートだった元勇者候補のまったり異世界ライフ（大臣1、大臣）
- シャドウバースF（教師、教授）
- 異世界スーサイド・スクワッド（右大臣）
- 2.5次元の誘惑（男性教師C）
- やり直し令嬢は竜帝陛下を攻略中（ビリー・サーヴェル）
- アオのハコ（2024年 - 2025年、湯浅監督）
- 村井の恋（じじい）
- アイドルマスター シャイニーカラーズ 2nd season（番組司会者）
- トリリオンゲーム（2024年 - 2025年、蜜園フラワー役員）

2025年
- Aランクパーティを離脱した俺は、元教え子たちと迷宮深部を目指す。（客、サルムタリアC）
- 地縛少年花子くん2（老教師）
- わたしの幸せな結婚（文部大臣）
- SAKAMOTO DAYS（多田）
- 九龍ジェネリックロマンス（支店長）
- ボールパークでつかまえて!（袖ヶ浦コウキ）
- 俺は星間国家の悪徳領主!（トーマス）
- ウマ娘 シンデレラグレイ（副委員長）
- 黒執事 -緑の魔女編-（使用人）

### 劇場アニメ
- 氷川丸ものがたり（2015年、石井忠治[22]）
- 虐殺器官（2017年、医師[23]）
- 魔法少女リリカルなのは Reflection（2017年、市長）
- さよならの朝に約束の花をかざろう（2018年、大臣）
- GODZILLA（2018年、ビルサルド兵、兵士） - 2作品
- 劇場版 七つの大罪 天空の囚われ人（2018年、天翼人）

### OVA
- さんかれあ 14話（2012年、教頭）※単行本第7巻限定版特典DVD
- ハイスクールD×D（2013年、西浦）※小説第15巻BD付限定版
- 翠星のガルガンティア 〜めぐる航路、遥か〜 前編（2014年、リジットの部下）
- 鬼灯の冷徹（2015年 - 2020年、ストーカー、初江王） - コミックス第18・30巻DVD付き限定版
- 機動戦士ガンダム 水星の魔女 PROLOGUE（2022年、管制官）
- ストライク・ザ・ブラッド FINAL（2022年、クル・ズー）
- ［ブレッドバーバーショップ（韓国アニメ吹き替え）］（2022年 店長ブレッド）

### Webアニメ
- 佐賀県を巡るアニメーション「約束の器 有田の初恋」「冬の誓い 夏の祭り 武雄の大楠」（2016年、父親、爺さん）
- A.I.C.O. Incarnation（2018年、首相）
- Levius（2019年、レフェリー、市民、観客、検査員）
- 風都探偵（2022年、舎弟）
- T・Pぼん（2024年、御者、将軍B）
- タコピーの原罪（2025年、作業員[15]、警察官[24]）

### ゲーム
2011年
- アルカナ・ファミリア -La storia della Arcana Famiglia-

2012年
- アルカナ・ファミリア -フェスタ・レガーロ!-
- ソウルマスター（ハンス）
- 白衣性恋愛症候群 RE:Therapy
- ディスガイア D2
- 迷宮塔路レガシスタ

2013年
- ギンガフォース（フアン）
- 閃乱カグラ SHINOVI VERSUS -少女達の証明-（黒影）
- ドラゴンズクラウン

2014年
- ディアブロ3（Captain Hale）

2015年
- ソードアート・オンライン -ロスト・ソング-
- クイズRPG 魔法使いと黒猫のウィズ（エクサヴェル・アルガ、ラウリィ・グラント）

2016年
- クロスワールド（デルトア）
- スチームプリズン（コルドア・ハッセ）
- ルフランの地下迷宮と魔女ノ旅団（ペトローネ）
- 戦魂-SENTAMA-（佐々成政）

2017年
- キャプテン翼 〜たたかえドリームチーム〜（ディック）

2018年
- グランブルーファンタジー（2018年 - 2023年、長老、ファシャル仙人、元オダヅモッキー）

2019年
- ラングリッサーI&II（ヴォルコフ、アーロン）

2020年
- ウーユリーフの処方箋（ウーユリーフ）
- ヒプノシスマイク-Alternative Rap Battle-（寒苦鳥等閑）
- ファイナルファンタジーVII リメイク

2022年
- LOST JUDGMENT 裁かれざる記憶（白樺康隆） - DLC追加キャラクター
- ハーヴェステラ（村長）

2023年
- Edge of Eternity（アルファリウス）

2024年
- グランブルーファンタジー リリンク
- クレヨンしんちゃん 「炭の町のシロ」（ガン）
- ファイナルファンタジーVII リバース

### ドラマCD
- ぬらりひょんの孫 音盤劇話抄（奥田）
- 07-GHOST ハウゼン家 ※『コミックZERO-SUM』2012年2月号 - 3月号誌上販売
- 暁のヨナ ※単行本第9巻初回限定版同梱
- ラビット☆パラダイス（2015年、鵜詐欺、バッドラビット2世[36]）
- THE IDOLM@STER SideM NEW STAGE EPISODE 10 Legenders（2021年、店員のおじさん）

### ラジオドラマ
- 花の慶次（2014年、佐々成政、家臣B、兵B、前田利久）

### 特撮
- 魔進戦隊キラメイジャー（2020年、ツリザオ邪面の声[37]）

### 吹き替え

#### 映画
- アースレイジ（船長）
- アックス・ジャイアント（ホーク）
- アンロック/陰謀のコード（フセイン[38]）
- イップ・マン 九龍（ジュン巡査長〈ビリー・ロウ〉[39]）
- カンフー・ヨガ（大道芸人[40]）
- 奇襲戦線ナチス弾道ミサイルを破壊せよ!
- 技術者たち（グイン〈コ・チャンソク〉）
- K.G.F: CHAPTER 1（アナンド・インガラギ〈アナント・ナーグ〉[41]）
- 殺人狂騒曲 第9の生贄（ジェームス〈ジョナサン・サルウェイ〉[42]）
- シークレット・アイズ（マーティン・モラレス〈アルフレッド・モリーナ〉）
- JAWAN/ジャワーン（カリ〈ヴィジャイ・セードゥパティ〉[43]）
- ズーム/見えない参加者（英語版）（テディ〈エドワード・リナード〉[44]）
- 聖杯たちの騎士（クリストファー）
- 7デイズ（ヘンリー）
- 大脱出2（ジャスパー・キンブラル）
- 転落の銃弾（ウェイロン〈ジェイソン・アイザックス〉）
- ナイト・オブ・シャドー 魔法拳（シンショウ[45]）
- ナイブズ・アウトシリーズ
  - ナイブズ・アウト/名探偵と刃の館の秘密（ワグナー巡査〈ノア・セガン〉[46]）
  - ナイブズ・アウト: グラス・オニオン（デロル〈ノア・セガン〉[47]）
- 人喰い怪物ゴブリン（ミルグリーン保安官〈アンドリュー・ホイーラー〉）
- パークランド ケネディ暗殺、真実の4日間（エイブラハム・ザプルーダー〈ポール・ジアマッティ〉）
- ハイ・ホー7D（せんせい）
- はじまりは5つ星ホテルから（トンマーゾ）
- パニック・ゾーン 制御不能（マックス）
- バレット・オブ・ラヴ（ビル〈ヴィンセント・ドノフリオ〉）
- PANDEMIC パンデミック（ガンナー〈メキ・ファイファー〉）
- PMC:ザ・バンカー（ジェラルド〈マリク・ヨバ〉[48]）
- ピエロがお前を嘲笑う（パウル〈アントニオ・モノー・Jr〉）
- フィラデルフィア・エクスペリメント（サリンジャー）
- フラグルロック（博士〈ジェラード・パークス〉）※Apple TV版
- ブラフマーストラ（アニーシュ・シェッティ〈アッキネーニ・ナーガールジュナ〉[49]）
- プリズナー（マーティー）
- プレイモービル マーラとチャーリーの大冒険（ダブルトゥース[50]）
- ホワイト・ストーム（ユー・ナム〈ケント・チェン〉[51]）
- ミラキュラス・レディバグ（ブルジョア市長）
- 無敵のドラゴン（マフィアのボス〈ラム・シュー〉[52]）
- ムトゥ 踊るマハラジャ（プラターブ・ラーユドゥ[53]）
- メッセンジャー（アラン）
- YRFスパイ・ユニバース（シェノイ〈ギリーシュ・カルナード〉）
  - タイガー 伝説のスパイ[54]
  - タイガー 甦る伝説のスパイ
- ローン・レンジャー（牧師）
- ロスト5（ネブ）

#### ドラマ
- 王は愛する
- カウンターパート/暗躍する分身
- 殺人を無罪にする方法（トッド・デンバー〈ベニート・マルティネス〉 他）
- 三国志 Secret of Three Kingdoms（楊彪〈ジャン・チー（張琪） 〉、董承〈リー・ユエミン（李躍民）〉）
- スキャンダル 託された秘密
- ブラインドスポット4 タトゥーの女 #11（ウィンストン・ペア〈ニール・ヘルガーズ〉）
- 火の女神ジョンイ（シム・ジョンス）
- ボッシュ: 受け継がれるもの

#### アニメ
- アルティメット・スパイダーマン シーズン2
- ザ・スター はじめてのクリスマス
- 小さなバイキングビッケ（ウローブ）
- バーフバリ 失われた伝説（ヤドゥヴァンシー[55]）
- バッタくん町に行く（ビートル）

### デジタルコミック
- BeeTV
  - 賭博黙示録カイジ（安藤守[56]）
  - 新宿スワン（松方孝[57]）
  - GTO（水樹の父[58]）
- UULA
  - エリートヤンキー三郎（大河内二郎）
  - クロサギ（桃山）
  - 砂の栄冠（2014年、トクさん）
- カドカワストア.TV
  - 君香シャーレ（2024年、教授）[59]

### シリーズ一覧
1. ↑  第1期（2012年）、第2期（2014年 - 2016年）
2. ↑  第1シリーズ（2013年 - 2014年）、第2シリーズ（2014年 - 2015年）、第3シリーズ『円卓崩壊』（2021年）
3. ↑  第2期『II』（2014年）、第3期後半『アリシゼーション War of Underworld』第1クール（2019年）
4. ↑  第1期（2014年）、第2期第2クール『第弐期その弐』（2018年）
5. ↑  第1期（2015年）、第2期『風塵乱舞』（2016年）
6. ↑  第3期『銀魂ﾟ』（2015年）、第4期『銀魂.』（2017年）
7. ↑  第1期（2015年）、第2期『弐ノ皿』（2016年）、第3期後半『餐ノ皿 遠月列車篇』（2018年）
8. ↑  第1期（2016年）、第2期『2nd』（2016年）
9. ↑  『タイムボカン24』（2016年 - 2017年）、続編『タイムボカン 逆襲の三悪人』（2017年 - 2018年）
10. ↑  第1期（2019年）、第2期（2021年）
11. ↑  『業』（2020年）、続編『卒』（2021年）
12. ↑  第1期（2021年）、第2期（2023年）
13. ↑  season1（2023年）、season2（2024年）